# Caenocara
Caenocara (лат.) — род жесткокрылых насекомых семейства точильщиков.

## Описание
Глаза глубоко вырезаны, почти разделены выдающейся в их усиковый край узкой треугольной вырезкой. Усики состоят из 9 члеников, с широким треугольным первым члеником булавы, у самцов вытянутым в притуплённый отросток. Тело короткое, в очертаниях округлочетырёхугольное.

## Систематика
В составе рода:
- Caenocara affine (Sturm, 1837)
- Caenocara anatolica Zahradník, 1998
- Caenocara bovistae (Hoffmann, 1803)
- Caenocara ganglbaueri Schilsky, 1899
- Caenocara subglobosum (Mulsant & Rey, 1864)